# Hotel Die Port van Cleve
Hotel Die Port van Cleve is een historisch 4-sterrenhotel aan de Nieuwezijds Voorburgwal in Amsterdam. Het hotel is gelegen in het centrum van Amsterdam, naast het Magna Plaza, achter het Koninklijk Paleis op de Dam.
Het hotel beschikt over 122 kamers, 1 boardroom The Brewery Club, Restaurant Hulscher's bekend om de genummerde biefstukken en authentieke Bar-Bodega De Blauwe Parade met een uniek Delfts Blauw tegelfries uit 1887.

## Geschiedenis

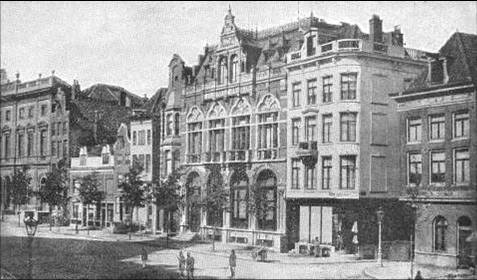
Historische foto van Hotel Die Port van Cleve aan de Nieuwezijds Voorburgwal

Hotel Die Port van Cleve dankt zijn naam aan een gevelsteen van het ‘Huys te Kleef’, dat onderdeel uitmaakte van het gebouwencomplex van brouwerij ‘De Hooiberg’.
De brouwerij was hier al gevestigd sinds 1592, toen de weduwe Weyntgen Elberts het pand kocht en de brouwerij van haar man hier vestigde. In de loop der eeuwen is het pand uitgebreid tussen de Nieuwezijds Voor- en Achterburgwal.
Brouwerij de Hooiberg was erg succesvol en bleef dit tot in de 18e eeuw. In 1863 werd het complex gekocht door Gerard Adriaan Heineken. Als gevolg van de demping en naamsverandering van de Nieuwezijds Achterburgwal in Spuistraat, verhuisde Heineken zijn brouwerij naar de Stadhouderskade in Amsterdam.

##### Bierhuis ‘Die Port van Cleve’
Aan de Spuistraat bleef alleen een bottelarij in bedrijf. Voor de gebouwen aan de Nieuwezijds Voorburgwal sloot Heineken een contract met de gebroeders G.J. en M.J. Hulscher om deze om te bouwen tot een bierhuis. Gedurende de verbouwing vonden de Gebroeders Hulscher een gedenksteen met daarop de inscriptie ‘Die Port van Cleve’, wat ook de naam werd voor het etablissement. Op 5 september 1870 opende bierhuis Die Port van Cleve haar deuren.

##### Eethuis ‘De Poort’
In 1874 werd het bierhuis uitgebreid met een restaurant, Eethuis ‘De Poort’, waar men typische Nederlandse gerechten serveerde en de nog steeds beroemde genummerde biefstukken.
De bediening in ‘De Poort’ was vermaard, net als ‘de echo’ uit de Poort. De kelners, van wie er vroeger velen niet konden schrijven (BRON?), riepen hun bestellingen luidkeels achter elkaar door. De kelner achter het buffet, bekend als ‘de echo’, herhaalde deze dan even luid en liefst met dezelfde dreun of stembuiging na.
In februari 1879 was ‘De Poort’ een van de eerste gebouwen in Nederland dat (zij het slechts een week lang) volledig elektrisch werd verlicht, volgens het systeem van Jaspar uit Luik.

##### Bodega ‘De Blauwe Parade’
In 1888 kreeg het gebouw zijn huidige uiterlijk, na een ingrijpende verbouwing naar het ontwerp van architect Isaac Gosschalk (1838-1907). Hierbij werd het gebouw uitgebreid met het huis op de Nieuwezijds Voorburgwal 180, ‘De Zeven Keurvorsten’. Op 3 juli 1888 opende hier een ‘bodega’, Bodega ‘De Blauwe Parade’, gesierd met een typisch oud-Hollands interieur en een uniek Delfts Blauw tegelfries van ruim 26 meter. Het fries, ontworpen door de directeur van het Museum Lambert van Meerten A. Le Comte, verbeeldt een parade van kinderen, die historische zegetochten uit de Gouden Eeuw nabootsen, ter ere van keizer Maximiliaan 1. De keizer is herkenbaar aan zijn kroon en de drie Andreaskruisen op zijn borst. Deze kruizen staan voor heldhaftigheid, vastberadenheid en barmhartigheid en zijn tegenwoordig terug te vinden in het wapen van de stad Amsterdam. Dit tegelfries werd in 1887 vervaardigd door de bekende Delftse aardewerkfabriek ‘De Koninklijke Porceleyne Fles’.

##### Aeon Plaza Hotels
In 1996 werd Hotel Die Port van Cleve gekocht door de huidige eigenaren, de aandeelhouders van Aeon Plaza Hotels. Sindsdien heeft het gebouw verschillende structurele veranderingen ondergaan. Het monumentale pand van het Amsterdamse Hotel Die Port van Cleve heeft nog verschillende authentieke karakteristieken. De unieke voorkant van dit historische hotel is onveranderd gebleven en heeft een monumentale status verworven. Zo ook het unieke interieur van Bar-Bodega De Blauwe Parade, met haar Delfts Blauw tegelfries uit 1887. 
Bij het 150-jarig bestaan van Die Port van Cleve ontving het uithanden van de commisaris van de Koning, Artur van Dijk, het predicaat Bij Koninklijke Beschikking Hofleverancier. 